# Афанасьев, Семён Петрович
Семён Петрович Афанасьев (род. 6 февраля  1902 — ум. 5 апреля 1979) — советский государственный деятель, заместитель министра государственного контроля СССР (1946—1950), председатель исполкома Московского облсовета (1950—1952).

## Биография
Родился 6 февраля 1902 года в г.  Твери.
В 1923 году окончил Каширский промышленно-аграрный техникум, в 1925—1926 гг. служил в Красной Армии, в 1926—1934 гг. — преподаватель в техникуме механизации сельского хозяйства в Московской губернии (затем области), с 1928 гг. — член ВКП(б).
С 1936 года учился в Московском институте механизации и электрификации сельского хозяйства, начиная с 1938 года был секретарем комитета ВКП(б) в этом институте, затем стал заместителем руководителя департамента сельского хозяйства Московского областного комитета ВКП(б). В 1939—1946 гг. — начальник отдела сельского хозяйства Московского областного комитета ВКП(б), в 1941—1943 гг. — секретарь Дмитровского окружного комитета ВКП(б) в Московской области, с 1946 года по март 1950 года — заместитель министра государственного контроля СССР. С 16 марта 1950 по 8 сентября 1952 года — председатель исполкома Московского областного совета, затем инспектор отдела партийных, профсоюзных и комсомольских органов ЦК ВКП(б)/КПСС, позже-руководитель сектора отдела по Организационно-Партийной работе ЦК КПСС, с 1966 г. на пенсии.

## Награды
- «Орден Ленина»
- «Орден Ленина

Медали:
- Медаль «За оборону Москвы»
- Медаль «За доблестный труд в Великой Отечественной войне 1941—1945 гг.»
- Медаль «В ознаменование 100-летия со дня рождения Владимира Ильича Ленина»
- Медаль «Ветеран труда»
- Медаль «В память 800-летия Москвы»